# كارلوس أدريان فالديز
كارلوس أدريان فالديز (بالإسبانية: Carlos Adrián Valdez) (2 مايو 1983 بمونتفيدو في الأوروغواي - ) هو لاعب كرة قدم أوروغواني في مركز الدفاع. شارك مع منتخب الأوروغواي تحت 20 سنة لكرة القدم ومنتخب الأوروغواي لكرة القدم. أما مع النوادي، فقد لعب مع بنيارول ونادي تريفيزو ونادي ريجينا ونادي سيينا وناسيونال مونتيفيديو.

## وصلات خارجية
- كارلوس أدريان فالديز على موقع قاعدة بيانات كرة القدم.إي يو (الإنجليزية)
- كارلوس أدريان فالديز على موقع ناشيونال فوتبول تيمز (الإنجليزية)
- كارلوس أدريان فالديز على موقع Soccerway.com (الإنجليزية)
- كارلوس أدريان فالديز على موقع عالم كرة القدم.نت (الإنجليزية)